# Gegants de Navars
Els Gegants de Navars són els gegants de la vila de Navars. Foren estrenats el 28 d'agost de 1966 amb motiu de la festa major d'aquest municipi bagenc, gràcies a les aportacions econòmiques dels pubills i del propi ajuntament, que varen reunir les 50.000 pessetes que valien.
Fou a partir del 1982 que es van comprar dos gegants més al Taller Casserras, el Genís i l'Eulàlia, que representen els pares dels pubills. Una trentena de joves s'encarrega de vetllar per dur els gegants a les cercaviles i a les festes més destacades: la Fira de Primavera i la festa major, així com en les trobades geganteres d'altres localitats.

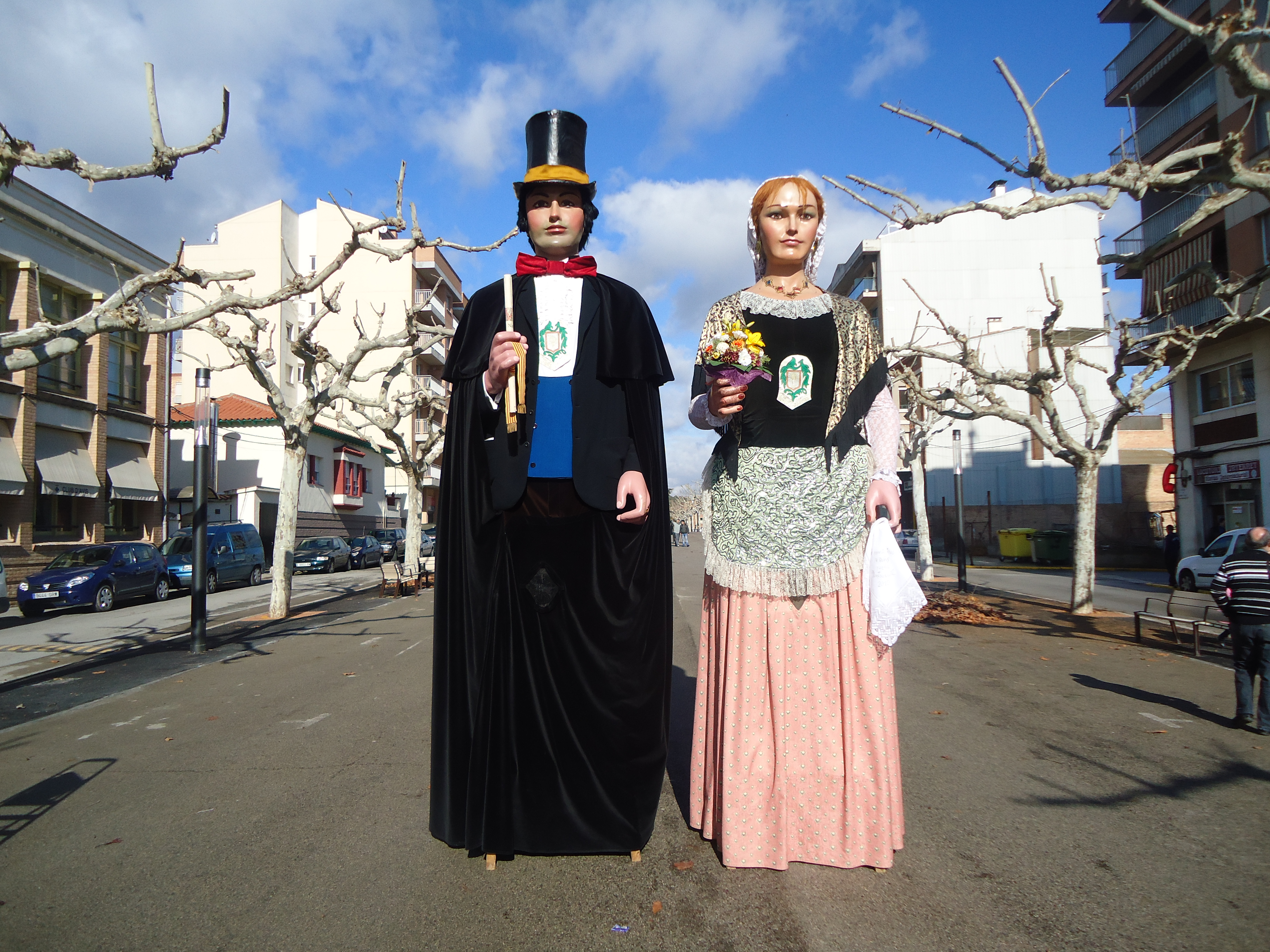
El Jordi i la Montserrat, els gegants pubills, al Passeig Ramon Vall de Navars.
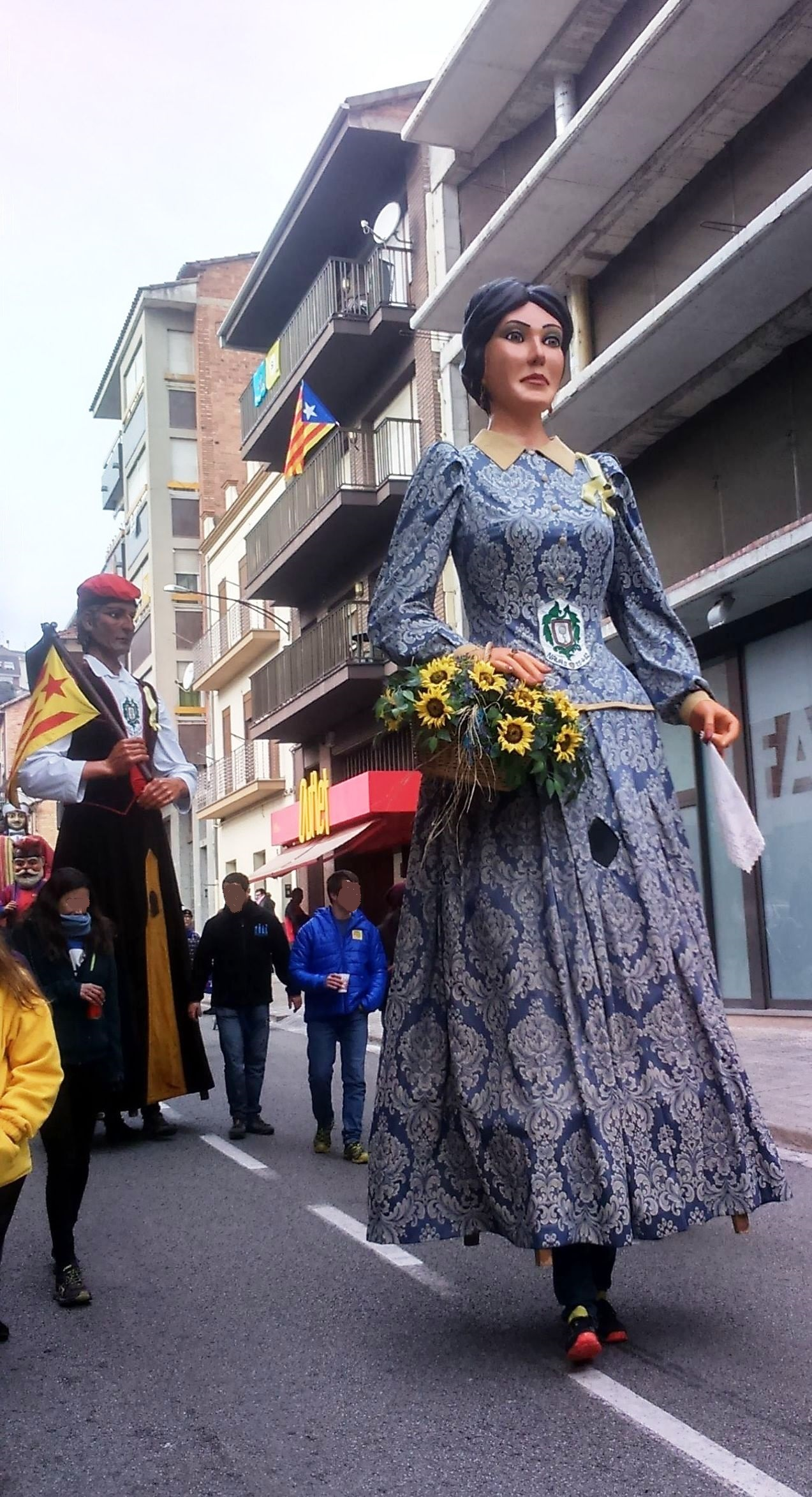
Eulàlia Geganta nova
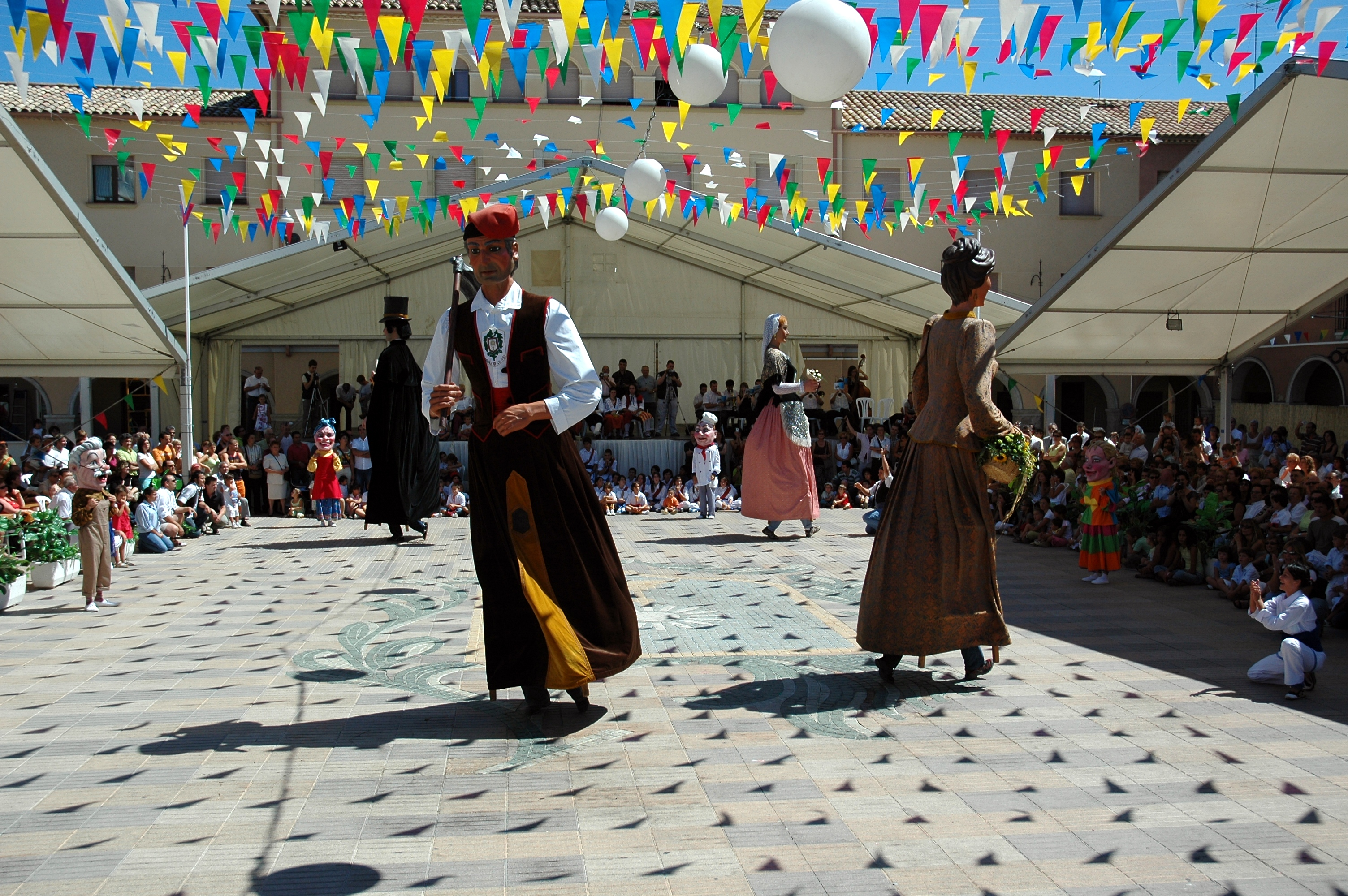
Ball de Festa Major a la Plaça de l'Ajuntament de Navars